# 찰스 호프 커

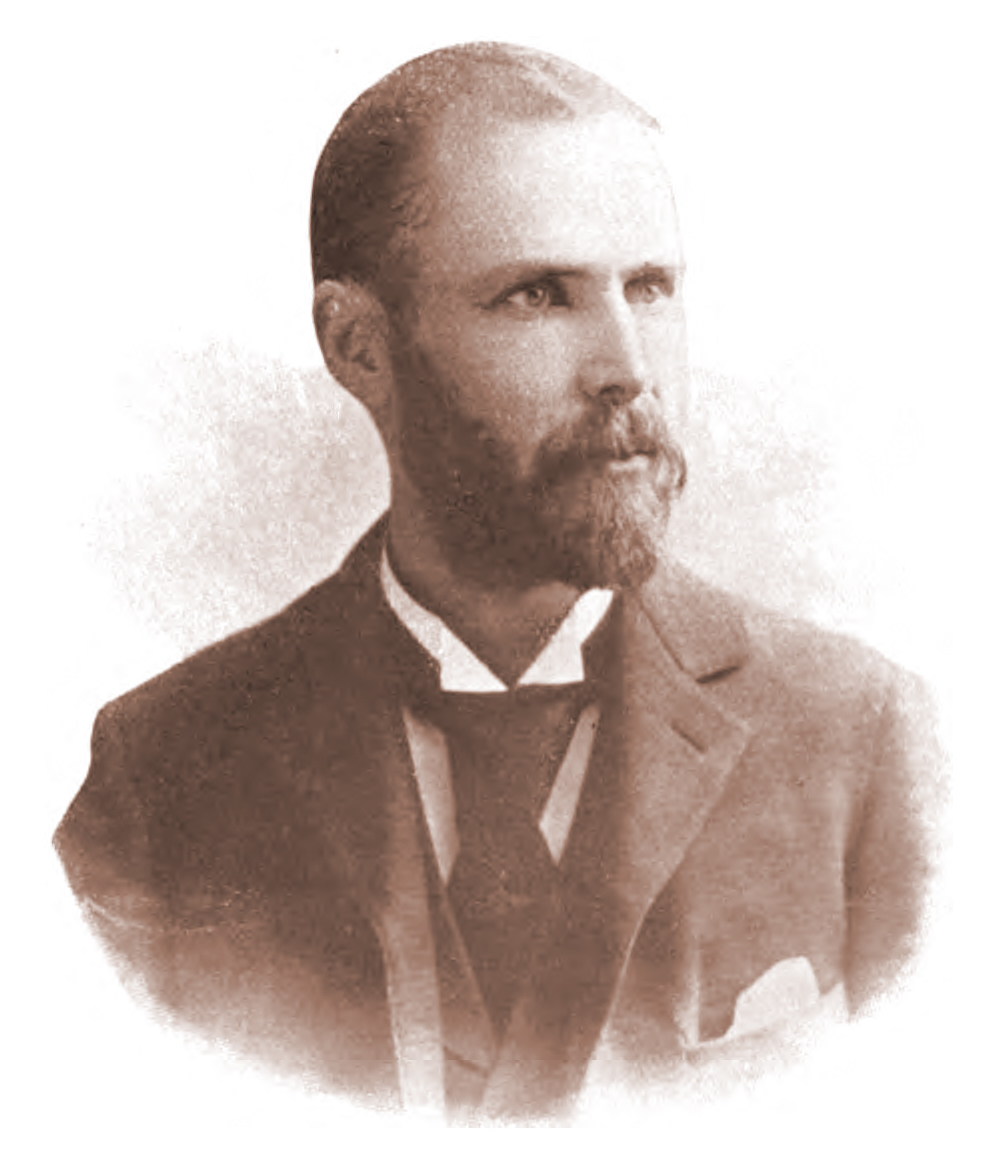

찰스 호프 커(영어: Charles Hope Kerr, 1860년 4월 23일 - 1944년 6월 1일)는 미국의 출판업자다. 1886년 시카고에서 찰스 H. 커 출판사를 창업했다.
1860년 조지아주 라그레인지에서 스코트인 이민자이자 노예제 폐지운동가 알렉산더 커(Alexander Kerr)의 아들로 태어났다.
커는 유니테리언이었으며, 종교적 이유로 채식을 했다.
커의 경력은 1880년대 중반 무렵 유니테리언 잡지 Unity의 편집주간으로 참여한 것으로 시작된다. 이 경험을 바탕으로  커는 1893년 찰스 H. 커 & Co.를 창업했다. 당대에 유행하던 대중당의 영향을 받아 커는 토지개혁을 비롯한 진보적 대중주의 의제에 관심을 가지고 이와 관련된 책들을 출판하고 New Occasions라는 잡지를 발행했다.
1900년 1월, 커의 출판사에 고용된 앨지 마틴 사이먼스가 보다 선명하게 좌경적인 잡지 『인터내셔널 소셜리스트 리뷰』를 창간했다. 이로부터 몇년만에 커의 출판사는 미국에서 가장 대표적인 사회주의 출판사가 되었다. 커의 출판사는 미국 사회당과 세계산업노동자동맹을 열렬히 지지했다. 1908년, 커는 사이먼스를 해고하고 『인터내셔널 소셜리스트 리뷰』를 직접 관리하기 시작했다.
커는 프랑스어 노래인 인터내셔널가를 영어로 번역한 사람이기도 하다.
커는 정치 활동에도 적극적으로 참여했다. 커는 미국 사회민주당과 그 후신인 미국 사회당의 전국선거운동위원회에서 활동했으며, 시카고 사회당 집행위원이었다. 1902년에는 일리노이 사회당 서기장도 역임했다.